# Tulostoma pulchellum
La especie Tulostoma pulchellum es un hongo representante del género Tulostoma de la familia Agaricaceae. El origen etimológico de la palabra Tulostoma viene del griego týlos que significa giba, callo, dureza, clavija; y de stóma que significa boca, poro, por la forma en que se efectúa la dehiscencia, mediante un poro apical con frecuencia umbonado.

## Descripción
La especie Tulostoma pulchellum se ha descrito con un saco esporífero globoso a globoso deprimido. De 10-20 mm. Exoperidio tenue membranoso, persistente en partes, principalmente en la base, plateado por dentro, sucio de arcilla por fuera. Endoperidio blanco u ocráceo blanquecino a ligeramente rosado, agamuzado. Boca fibrilloso-fimbriada, mamelonada, relativamente grande. Cuello ocluido, con membrana lancerada. Estípite de 20 x 2-3,5 mm, castaño oscuro, más angosto hacia la base, subleñoso, descortezándose confiriéndole aspecto agrietado, terminando basalmente por un pequeño bulbillo volviforme, donde es más evidente la laceración de la corteza. Esporas globosas a elipsoidales a casi piramidales, con un mucrón conspicuo y ancho, lisas, de pared gruesa, de 3,9-6,3 x 3,6-5,4 μm.

## Distribución
Esta especie se ha citado en México de San Luis Potosí.

## Hábitat
Esta especie se puede ver en suelos arenosos en vegetación de matorrales xerófilos.

## Estado de conservación
Esta especie no se encuentra en ninguna categoría de la Norma Oficial Mexicana 059.